# Pongo de Manseriche

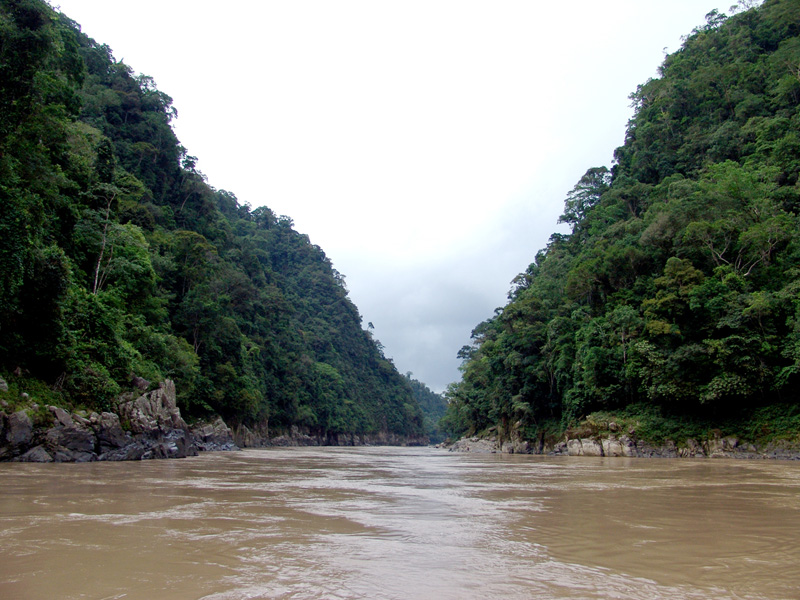
Le canyon du Marañón
au Pongo de Manseriche.

Le Pongo de Manseriche est une gorge située dans le nord-ouest du Pérou, entre le district de Santa Maria de Nieva, Province de Condorcanqui, Amazonas, et le district de Manseriche, Province de Datem del Marañón, Loreto. Le Río Marañón traverse cette gorge étroite avant de rejoindre le grand bassin amazonien.

## Géographie
Le Pongo de Manseriche mesure près de 4,8 km de longueur, situé à 4° 27' 30" sud de latitude et à 77° 34' 51" ouest de longitude, juste en aval de l'embouchure du río Santiago, situé entre elle et l'ancien campement de missionnaires de Borja.

## Histoire
Le Pongo de Manseriche est découvert pour la première fois par Juan Salinas Loyola, prêtre jésuite envoyé par la Real Audiencia de Quito. Celui-ci rentre alors d'une expédition de Loja en Équateur, descendant le Rio Santiago puis le Marañón, passe à travers le Pongo en 1557 et envahit le pays des indiens Maynas. Plus tard, les missionnaires de Cuenca et Quito établissent plusieurs missions dans le pays des Maynas et utilisent alors souvent le Pongo de Manseriche, tel une voie de communication vers les couvents des plateaux andins. Selon leurs propres récits, l'immense défilé au cœur des Andes du Pongo de Manseriche, 10 km de long mais guère plus de 25 m de large, est une effrayante série de torrents et tourbillons émaillés de rochers. D'après les croyances des peuplades indiennes de la région, un de leurs dieux descendait le Marañón et un autre remontait l'Amazone afin de parler avec lui ; ils ouvrirent ainsi une passe appelée Pongo de Manseriche. 

De juin à septembre 1743, l’explorateur français Charles-Marie de La Condamine (1701-1774) est le premier scientifique à avoir descendu dans sa totalité le fleuve Amazone (ici nommé Marañon). Voici comment il décrit le franchissement de ce goulet qu’il nomme Pongo de Manseriché, dans sa Relation abrégée d’un voyage fait dans l’intérieur de l’Amérique méridionale, depuis la côte de la mer du Sud, jusqu’aux côtes du Brésil et de la Guyane, en descendant la rivière des Amazones : 
[Juillet 1743] Au-dessous de Sant-Iago on trouve Borja, ville à peu près de l’espèce des précédentes, quoique capitale du gouvernement de Maynas, qui comprend toutes les missions espagnoles des bords du Marañon. Borja n’est séparée de Sant-Iago, que par le fameux Pongo de Manseriché. Pongo, anciennement Puncu dans la langue du Pérou, signifie Porte ; on donne ce nom en cette langue à tous les passages étroits, mais celui-ci le porte par excellence. […] Le lendemain de mon arrivée à Sant-Iago, il ne me fut pas possible de vaincre la résistance de mes mariniers, qui ne trouvaient pas encore la rivière assez basse. Le 12 juillet à midi, je fis détacher la balse [balse ou radeau, c’est le nom que l’on leur donne dans le pays, ainsi qu’au bois dont ils sont construits] et pousser au large ; mais il fallut outre cela me faire remorquer par un canot jusqu’au milieu du lit du fleuve, où la base, abandonnée au fil de l'eau, fut entraînée rapidement : le canal se rétrécissait à vue d'œil, la vitesse du courant et le bruit des vagues augmentaient à proportion. Bientôt je me trouvai dans une galerie étroite, profonde et tortueuse, minée par les eaux dans le roc, et éclairée seulement par le haut. Quelques pans du rocher et plusieurs arbres qui s’avancent en saillie, comme pour former une voûte, rendent le jour plus sombre ; la hauteur des bords qui se dérobe à la vue, semble les rapprocher à portée de la main. Il est difficile de donner une idée de ce spectacle singulier, qui varie à chaque instant. J’avais eu à peine le temps d’en jouir, que je me trouvai à la vue de Borja, qu’on suppose, suivant l’estime ordinaire, à trois lieues de Sant-Iago. Dans l’endroit le plus étroit, je jugeai, par comparaison à d’autres vitesses exactement mesurées, que nous faisions deux toises par seconde. […] Le canal du Pongo, creusé des mains de la nature, commence une petite demi-lieue au-dessous de Sant-Iago; et de 250 toises au moins qu’il a au-dessous de la rencontre des deux rivières, il parvient à n’avoir guère que 25 toises dans son plus étroit. Je sais que le père Fritz n’a donné de largeur au Pongo que 25 vares espagnoles, qui ne font guère que 10 de nos toises ; et qu’on dit communément qu’on passe de Sant-Iago à Borja en un quart d’heure. […] Il y a au milieu du Pongo, dans le plus étroit du passage, une roche fort élevée quand les eaux sont basses ; mais qui était plus d’une toise sous l'eau quand j’y passai, elle ne laissait pas de causer aux eaux un mouvement extraordinaire qui fit tournoyer mon radeau. Il heurta aussi deux ou trois fois rudement dans les détours contre les rochers ; il y aurait de quoi s'effrayer si on n’était pas prévenu. Un canot s’y briserait mille fois et sans ressource, et on me montra en passant le lieu où périt un gouverneur de Maynas : mais les pièces d'un radeau n’étant ni clouées ni enchevêtrées, la flexibilité des lianes qui les assemblent, fait l’effet d’un ressort qui amortirait le coup, et on ne prend aucune précaution contre ces chocs à l’égard des balses. Le plus grand danger qu’on y coure, est d’être emporté dans un tournant d’eau hors du courant, comme il m’était arrivé plus haut. Il n’y avait pas un an qu’un missionnaire qui y fut entraîné, y resta deux jours sans provisions, et y serait mort de faim, si une crue subite du fleuve ne l’eût enfin remis dans le fil de l'eau. On ne descend en canot le Pongo, que quand les eaux sont suffisamment basses, et que le canot peut gouverner, sans être trop maîtrisé du courant ; quand elles sont au plus bas, les canots peuvent aussi remonter avec beaucoup de difficulté, mais cela n’est pas possible aux balses. 
Le capitaine Carbajal descendit le Pongo sur un petit navire à vapeur nommé le Napo, en 1868 : "c'est une vaste gorge de 600 m de profondeur, étroite d'à peine 30 m de largeur, le précipice semblant être fermée à son sommet. Le Río Marañón coule à travers ce sombre canyon à une vitesse de quelque 20 km/h". 

## Illustrations

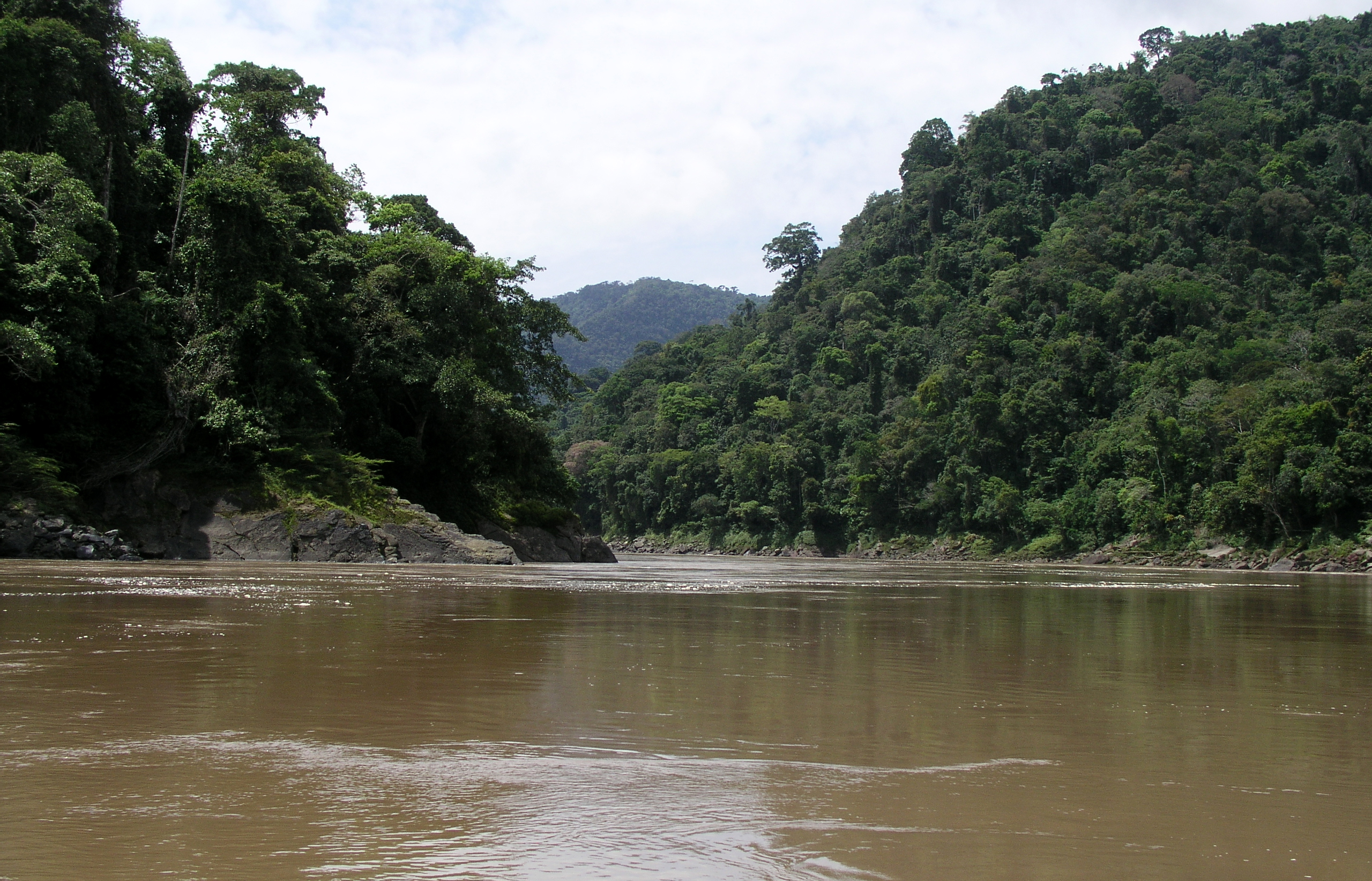
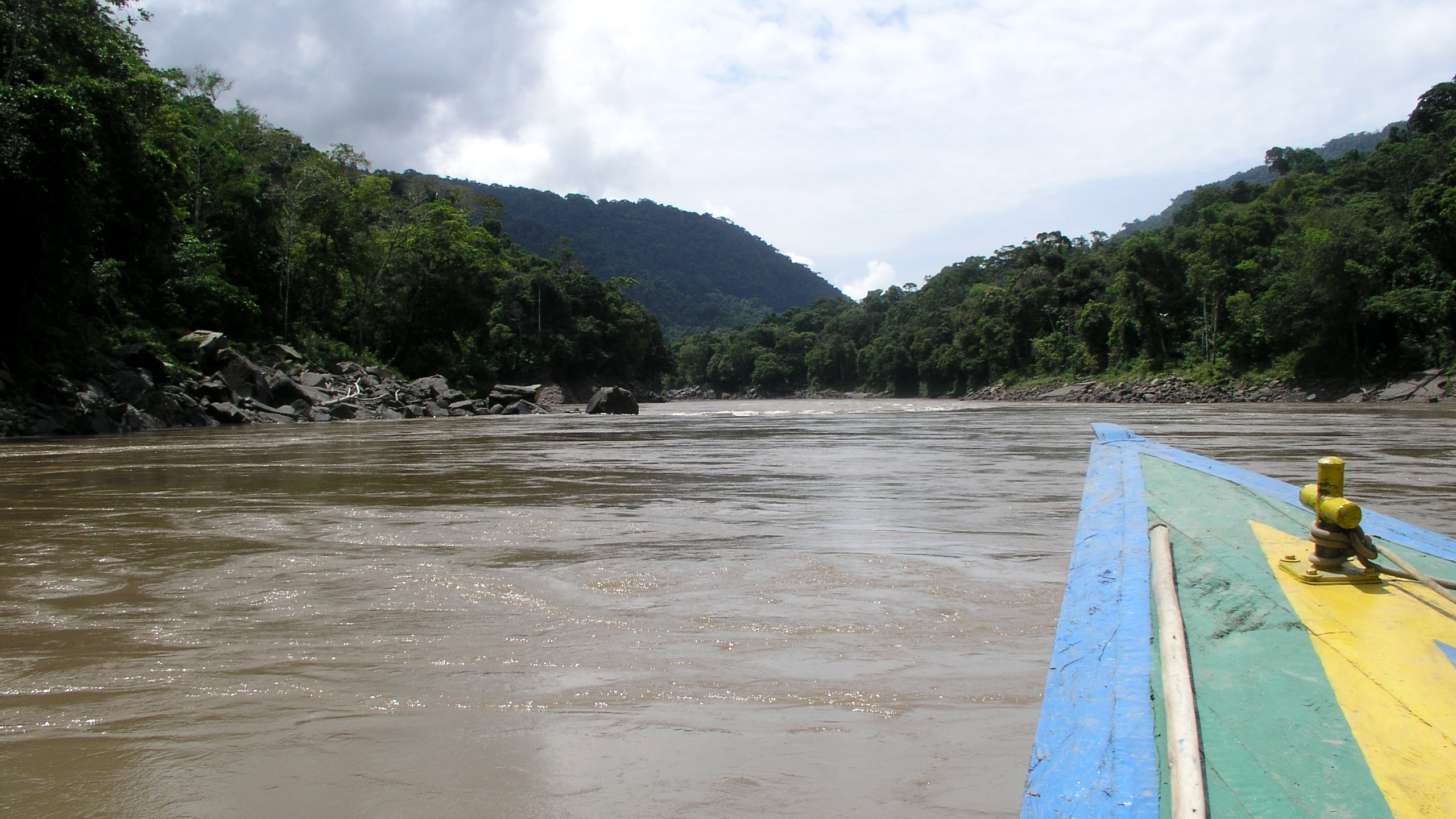
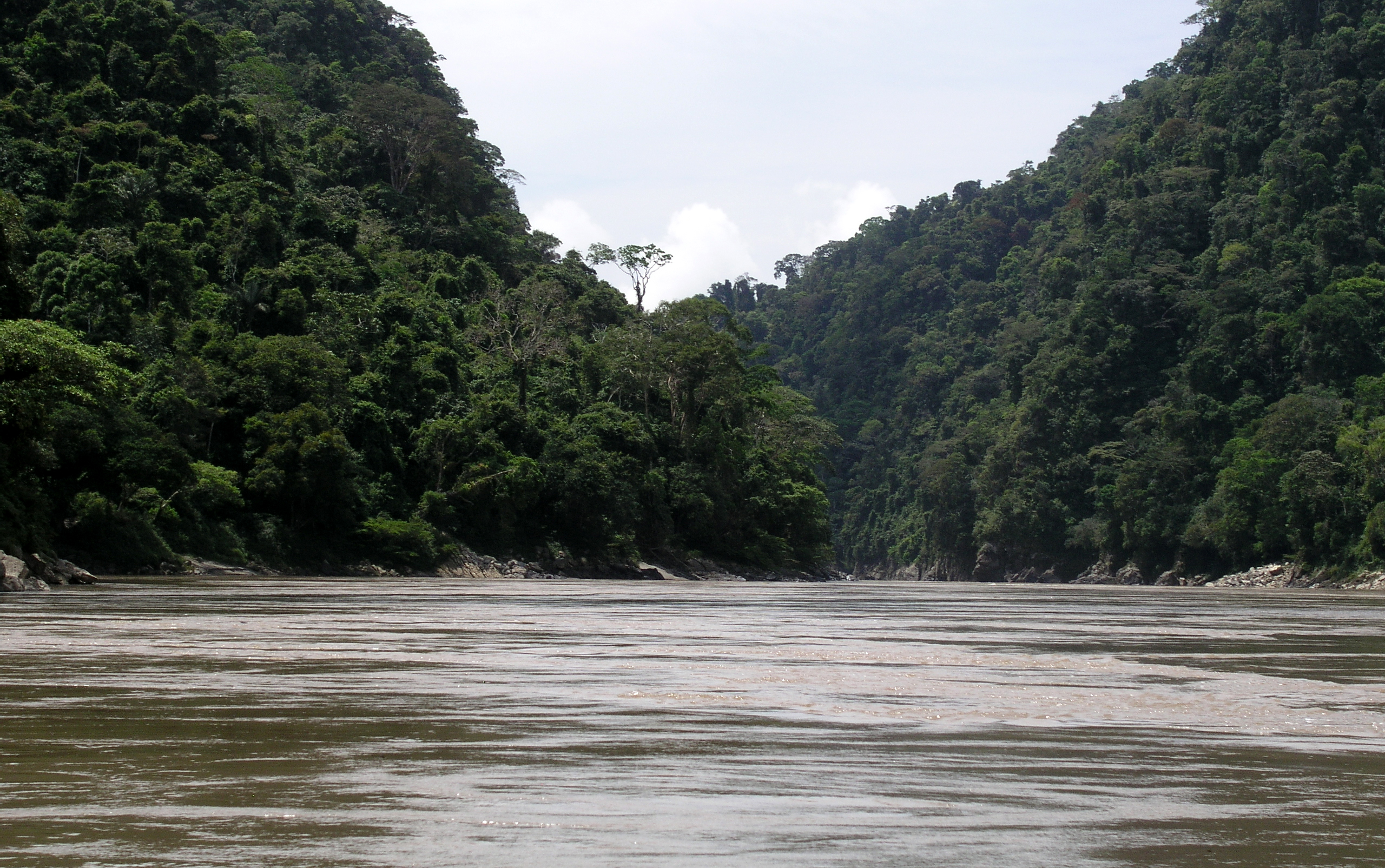
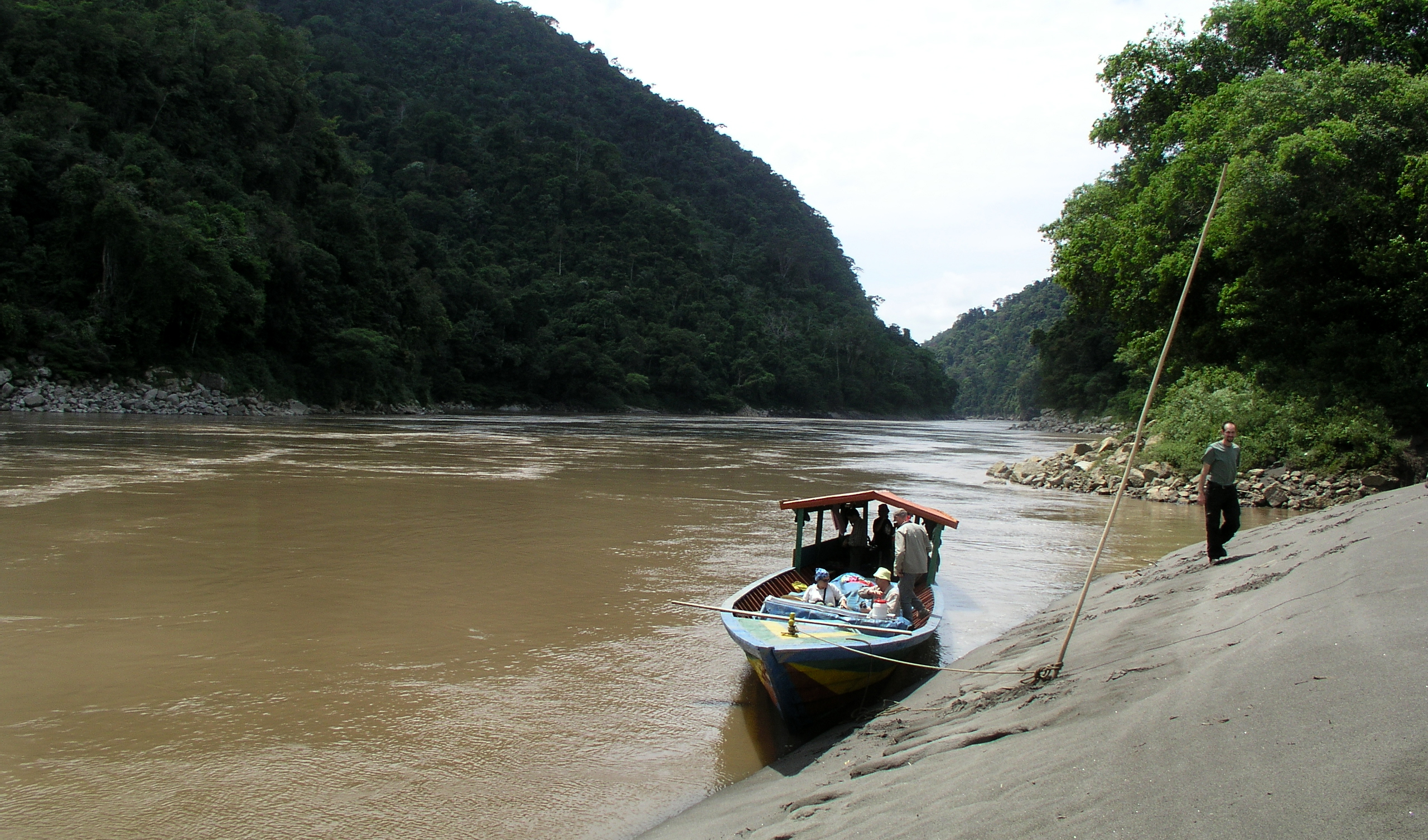
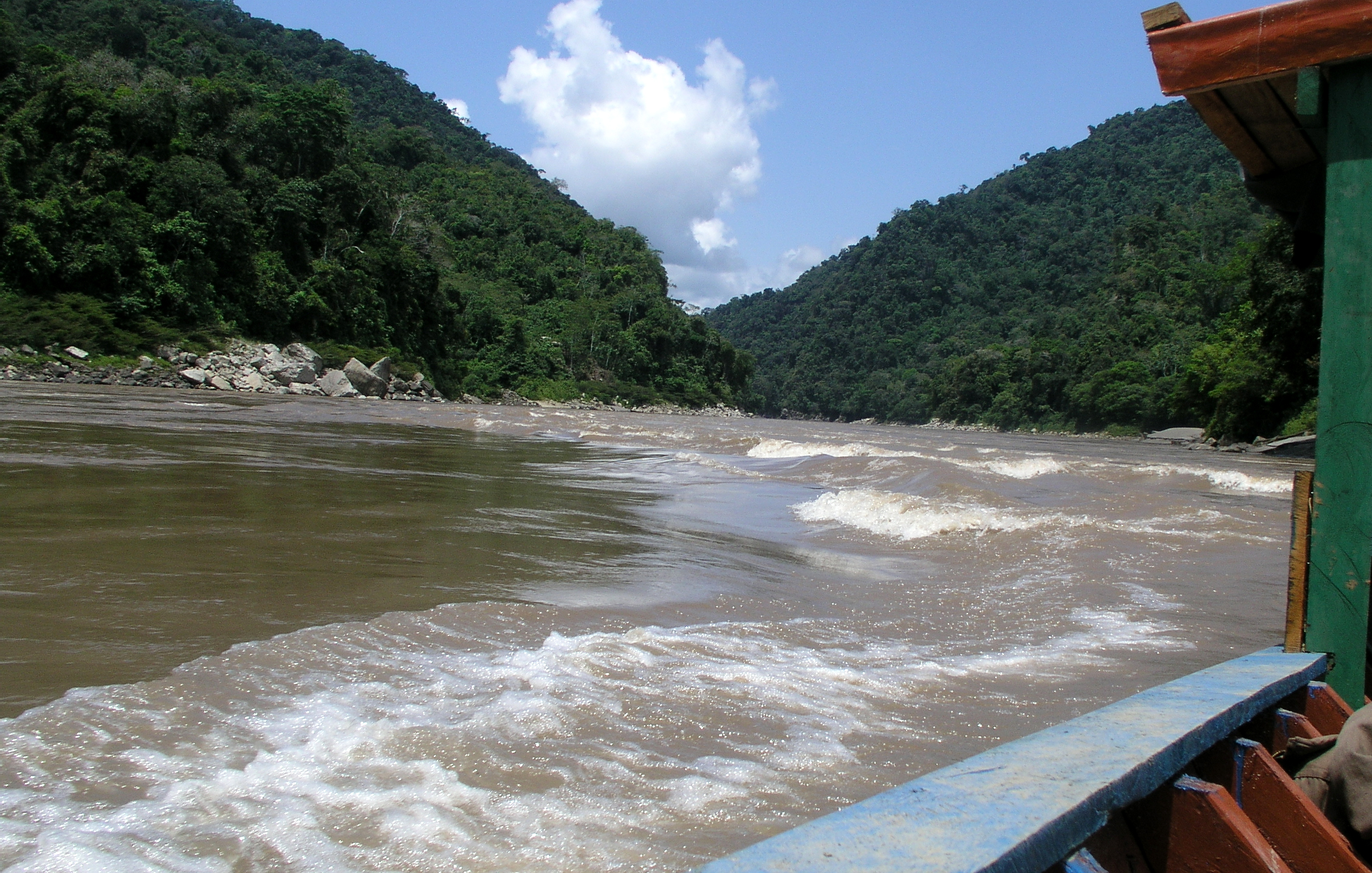
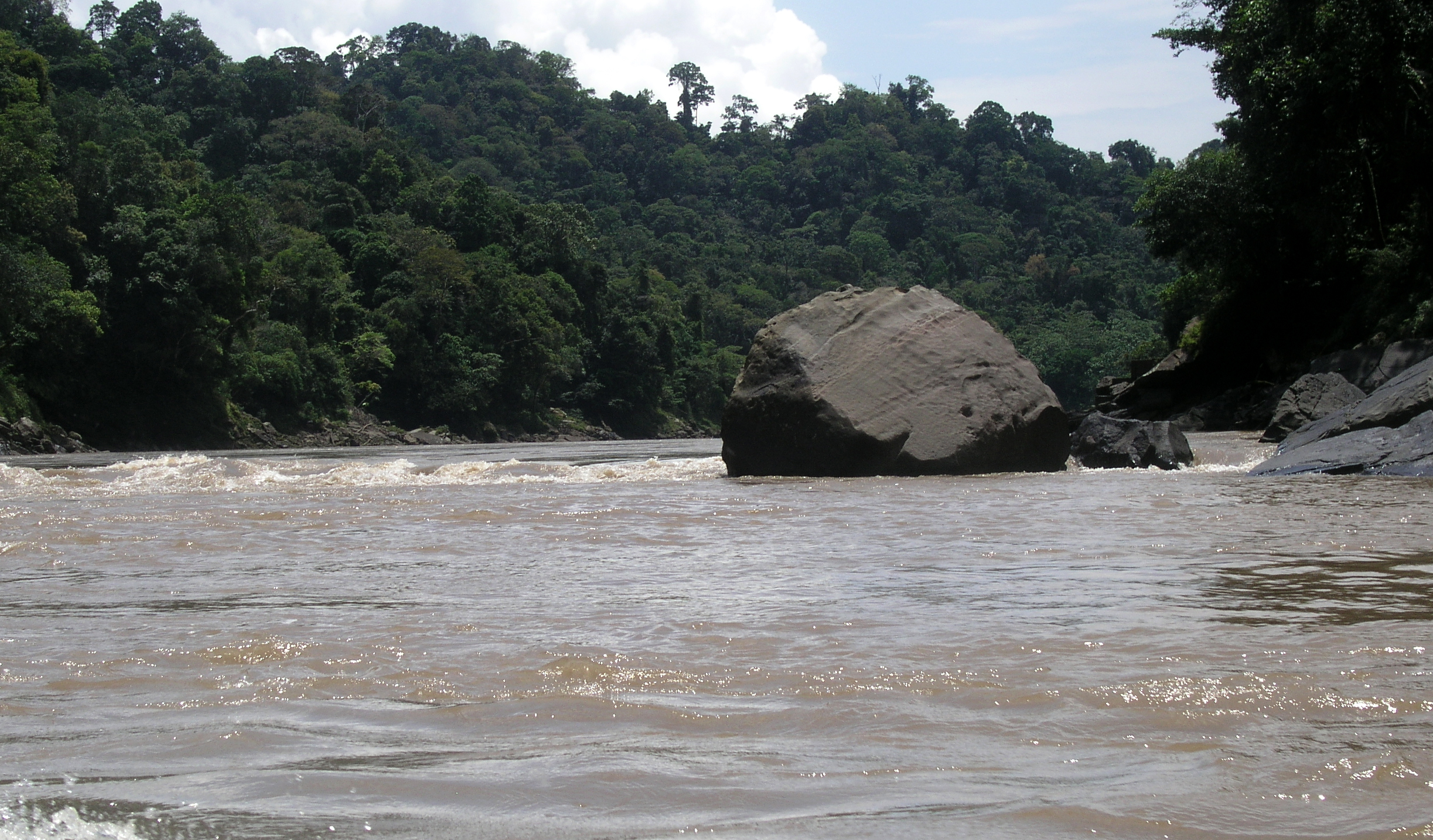